# Seznam obcí a jejich částí v okrese Plzeň-sever
Abecední seznam obcí a jejich částí v současném okrese Plzeň-sever. V seznamu jsou města uvedena tučně, městyse kurzívou a části obcí malince.

## B
- Bdeněves
- Bezvěrov
  - Bezvěrov, Buč, Dolní Jamné, Chudeč, Krašov, Nová Víska, Potok, Služetín, Světec, Vlkošov, Žernovník
- Bílov
- Blatnice
- Blažim
- Bohy
  - Bohy, Rakolusky
- Brodeslavy
- Bučí

## Č
- Čeminy
- Černíkovice
- Čerňovice
- Česká Bříza

## D
- Dobříč
  - Čivice, Dobříč
- Dolany
  - Dolany, Habrová
- Dolní Bělá
- Dolní Hradiště
- Dražeň
- Druztová

## H
- Heřmanova Huť
  - Dolní Sekyřany, Horní Sekyřany, Vlkýš
- Hlince
- Hněvnice
- Holovousy
- Horní Bělá
  - Horní Bělá, Hubenov, Tlucná
- Horní Bříza
- Hromnice
  - Hromnice, Chotiná, Kostelec, Nynice, Planá, Žichlice
- Hvozd
  - Hodoviz, Hvozd

## Ch
- Chotíkov
- Chříč
  - Chříč, Lhota

## J
- Jarov

## K
- Kaceřov
- Kaznějov
- Kbelany
- Kočín
- Kopidlo
- Koryta
- Kozojedy
  - Borek, Břízsko, Kozojedy, Lednice, Robčice
- Kozolupy
- Kožlany
  - Buček, Dřevec, Hedčany, Hodyně, Kožlany
- Kralovice
  - Bukovina, Hradecko, Kralovice, Mariánský Týnec, Řemešín, Trojany
- Krašovice
- Krsy
  - Kejšovice, Krsy, Polínka, Skelná Huť, Trhomné
- Křelovice
  - Křelovice, Mydlovary, Pakoslav, Rozněvice
- Kunějovice

## L
- Ledce
- Líně
- Líšťany
  - Hunčice, Košetice, Lipno, Líšťany, Luhov, Náklov, Písek, Třebobuz
- Líté
  - Líté, Spankov
- Lochousice
- Loza

## M
- Manětín
  - Brdo, Česká Doubravice, Hrádek, Kotaneč, Lipí, Luková, Manětín, Mezí, Rabštejn nad Střelou, Radějov, Stvolny, Újezd, Vladměřice, Vysočany, Zhořec
- Město Touškov
  - Kůští, Město Touškov
- Mladotice
  - Černá Hať, Chrášťovice, Mladotice, Strážiště
- Mrtník
- Myslinka

## N
- Nadryby
- Nečtiny
  - Březín, Čestětín, Doubravice, Hrad Nečtiny, Jedvaniny, Kamenná Hora, Leopoldov, Lešovice, Nečtiny, Nové Městečko, Plachtín, Račín
- Nekmíř
  - Lhotka, Nekmíř
- Nevřeň
- Nýřany
  - Doubrava, Kamenný Újezd, Nýřany

## O
- Obora
- Ostrov u Bezdružic
  - Krsov, Ostrov u Bezdružic, Pláň

## P
- Pastuchovice
- Pernarec
  - Březí, Krukanice, Málkovice, Něšov, Pernarec, Skupeč
- Pláně
  - Korýtka, Ondřejov, Pláně, Vrážné
- Plasy
  - Babina, Horní Hradiště, Lomnička, Nebřeziny, Plasy, Žebnice
- Plešnice
- Pňovany
  - Chotěšovičky, Pňovany, Rájov
- Potvorov
- Přehýšov
  - Bítov, Přehýšov, Radějovice
- Příšov

## R
- Rochlov
- Rybnice

## S
- Sedlec
- Slatina
- Studená

## Š
- Štichovice
  - Křečov, Štichovice

## T
- Tatiná
- Tis u Blatna
  - Balková, Kračín, Tis u Blatna
- Tlučná
- Trnová
- Třemošná
  - Třemošná, Záluží

## Ú
- Úherce
- Újezd nade Mží
- Úlice
  - Hracholusky, Jezná, Kníje, Nová Jezná, Úlice
- Úněšov
  - Budeč, Čbán, Číhaná, Hvožďany, Lípa, Podmokly, Štipoklasy, Úněšov, Vojtěšín
- Úterý
  - Olešovice, Úterý, Vidžín

## V
- Vejprnice
- Velečín
  - Ostrovec, Velečín
- Vochov
- Všehrdy
- Všeruby
  - Chrančovice, Chrástov, Klenovice, Kokořov, Popovice, Radimovice, Všeruby
- Výrov
  - Hadačka, Výrov
- Vysoká Libyně

## Z
- Zahrádka
  - Hůrky, Mostice, Zahrádka
- Zbůch
  - Červený Újezd, Zbůch
- Zruč-Senec
  - Senec, Zruč

## Ž
- Žihle
  - Hluboká, Kalec, Nový Dvůr, Odlezly, Přehořov, Žihle
- Žilov
  - Stýskaly, Žilov

## Změna hranice okresu
Do 1. ledna 2007 byly v okrese Plzeň-sever také obce:
- Dýšina – nyní okres Plzeň-město
- Chrást – nyní okres Plzeň-město
- Kyšice – nyní okres Plzeň-město